# Арсеній Великий
Арсе́ній Вели́кий, Арсеній Диякон або Арсеній Римлянин (грец. Αρσένιος Ερημίτης; 354, Рим — 445, Мемфіс, Єгипет) — відомий ранньо-християнський римський святий і отець церкви, чернець, подвижник безмовник, пустельник, диякон. В чернечих подвигах він провів 55 років, заслуживши від сучасників ймення «Великого».

## Життєпис

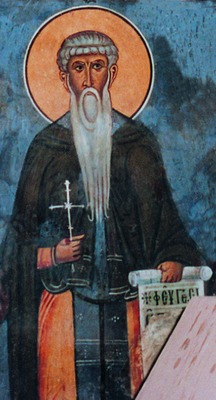
Прп. Арсеній Великий. Роспис церкви Панагії Асину в Никитарі (Кіпр). 1105/06 р.

Основні відомості про святого містяться в Apophthegmata Patrum.
Народився в 350—354 рр., в благочестивій християнській сім'ї, отримав хорошу освіту, вивчив латинську та грецьку мови. Будучи юнаком став кліриком однієї з римських церков, був висвячений в диякони. Святий Арсеній належав до сенаторського стану і був вихователем спадкоємців престолу Аркадія і Гонорія, синів візантійського імператора Феодосія I Великого.

Близько 394 року таємно сів на корабель, який прямував в Олександрію. Там він віддалився в Скитську пустелю. Покинув мирське життя і став ченцем у Скиті. Св. Теодор Студит згадує про те, що на початку свого подвижницького життя Арсеній був учнем прп. Іоана Колова. Перед тим як прийняти Арсенія до числа братії Іоан вирішив випробувати його смирення:
|  | Старець же, взявши один перед собою посмаг, кинув перед нього, кажучи: „Якщо хочеш — їж“. Це зробив старець, випробовуючи смирення його і бажаючи довідатися, чи справді прийшов зректися себе. Арсеній же подумав собі, кажучи: „Цей старець — ангел Божий і ясновидець, пізнав, що гірший я від пса, як псові, кинув мені хліб. І годиться мені, як псові, з'їсти дану мені їжу“. Тому схилився долі, пішов руками і ногами по землі, як якась чотиринога тварина, взяв устами своїми посмаг, пішов в кут і там, лежачи на спині, з'їв. Преподобний же Иоан Колов, бачивши таке його смирення, сказав до пресвітерів: „Цей справним буде ченцем“ |

..
В монастирі Ель-Барамос («Римлян»), що в Єгипті, преподобний Арсеній здійснив постриг в чернецтво і незабаром він пішов у затвор, де віддався аскетичним подвигам, виходячи до монастирської братії тільки для участі в богослужінні. Здобув популярність серед єгипетського чернецтва за свою добродійне життя й настанови про чернецтво, які були записані його учнями.
Коли в 434 року кочівники спустошили Скит, святий Арсеній перебрався в Трою Вавилонську, де залишався до 444 р., а потім переселився (знову у зв'язку з набігами кочівників) в околиці Олександрії.
Авва Даниїл, учень преподобного Арсенія Великого, писав про свого вчителя, що «той не хотів говорити щодо якогось питання книжного, хоч і міг, знаючи добре Божественне Писання. Отож, аби не виявитися премудрим у книгах, мовчав, ані послань не писав нікому, маючи себе за простака і невігласа, Христа ради. Ані вівтарного служіння не торкався, хоч і свячений на те був, але з неосвяченими монахами до Божественних приступав Таїнств — це ж робив зі смирення свого великого. Коли ж приходив у церкву на соборні співи, ставав за стовпом, щоб ані він нікого в лице не бачив, ані його лиця щоб ніхто не бачив. Був же вигляд його ангельський, як же Якова старозавітного, — весь сивий, чистий тілом, сухий — від усілякої повстримности, бороду мав довгу до пояса, вії його повипадали від повсякденного плачу, високий був на зріст, але згорблений старістю.»
Серед сучасників подвижник прославився своєю святістю, а в пам'яті пізніших поколінь закарбувався як зразок справжнього мовчальника (ісихаста).
Ченцям доводилося чути, як святий часто примушував себе самого до подвигів словами: «Працюй, Арсеній, не лінуйся, ти прийшов не на спокій, але на працю». Також святий говорив:«Багато разів каявся я про свої слова, а про мовчання — ніколи».
Святий Арсеній Великий помер у 95-річному віці.
До преподобного моляться щоб за його посередництвом отримати від Господа Бога дар смирення, душевний спокій та рівновагу.

## Мощі святого
Хоча преподобний Арсеній заповідав після смерті не передавати його тіло землі і не воздавати ніяких почестей, за повідомленням «Аноніма Меркаті» (лат. паломництво XII ст.), все-таки мощі преподобного перебували в константинопольській церкві Богородиці Тріаконтафіллос (Перівлепти), яка була побудована імператором Романом III Аргиром в 1034 році. Де раніше знаходилися мощі святого, невідомо. Про початкове незначне шанування Арсена Великого в Константинополі свідчить відсутність його пам'яті у всіх списках Типикону Великого IX—X ст. Починаючи з 2-ї пол. XI ст. його пам'ять відзначається 8 травня в більшості византійських календарів.
Мощі святого угодника Божого Арсенія Великого зберігаються в монастирі Ель-Барамос («Римлян»), що в Єгипті.

## Праці
Арсенію належить тлумачення на Євангеліє від Луки (εις τον πειρασθεν νομικος), настанови про чернецтво (διδασκαλία και παραινεσις).
Крім цього, є багато висловлювань, які приписують св. Арсенію, що містяться в Apophthegmata Patrum.

## Іконографія

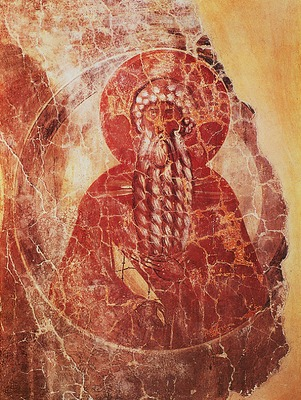
Прп. Арсеній Великий. Розпис церкви Спаса на Ільїні в Новгороді. Майстер Феофан Грек. 1378 р.

У візантійському та староруському мистецтві преподобний Арсеній зображується благообразним старцем з сивим кучерявим волоссям і довгою бородою, розділеною на кручені пасма, в чернечому вбранні (рясі і мантії, під якою зазвичай видно аналав), з куколем на плечах, в руці тримає хрест або сувій.
Самі старші зображення святого Арсенія збереглися, в церквах Каппадокії (913—920 рр.); Греції (30-і рр. XI ст.); Кипру, 1105/06 р.; Скоп'є (Македонія, 1164 р.); Сицилії (1180—1190 рр.); Сербії (бл. 1320 р.) тощо.
Іконографія Арсенія Великого в староруському мистецтві наслідує візантійську традицію, наприклад у розписі церкви Успіння Богородиці на Волотовому полі в Новгороді, 80-і рр. XIV ст.; на фресці Феофана Грека в церкві Спаса на Ільїні в Новгороді, 1378 р.